# Championnat de Santa Catarina de football 2012
Navigation
Édition précédente Édition suivante
Le championnat de Santa Catarina de football de 2012 est la 87e édition du championnat de Santa Catarina de football.
Le champion et le finaliste disputeront la Coupe du Brésil de football 2013.

## Règles
En 2012, les règles changent par rapport à 2011 et voient un retour à celles de 2010.

### Première phase
Les 10 équipes s'affrontent au cours de matches aller. Le premier du championnat de cette phase se qualifie pour la finale.

### Seconde phase
Les 10 équipes s'affrontent au cours de matches retour. Le premier du championnat de cette phase se qualifie pour la finale.

### Tournoi final
Le vainqueur de chacune des deux premières phases, ainsi que les autres équipes les mieux classées sur l'ensemble des deux phases sont qualifiées pour le tournoi final (demi-finales et finale). Le vainqueur du tournoi final remporte le championnat.

## Clubs participants
- Avaí FC (Florianópolis)
- Brusque FC (Brusque)
- Camboriú FC (Camboriú) *
- Chapecoense (Chapecó)
- Criciúma EC (Criciúma)
- Figueirense FC (Florianópolis)
- CA Hermann Aichinger (Ibirama) **
- Joinville EC (Joinville)
- Marcílio Dias (Itajaí) *
- CA Metropolitano (Blumenau)

* vainqueur du championnat de division spéciale en 2011.

** deuxième du championnat de division spéciale en 2011.

## Résultats

### Première phase
Figueirense FC remporte la première phase (matches aller) avec 20 points devant Chapecoense.

### Deuxième phase
Figueirense FC remporte la première phase (matches aller) avec 20 points devant Joinville EC.

### Finale
Figueirense FC (vainqueur des deux premières phases), Chapecoense, Joinville EC et Avaí FC disputent les demi-finales. 
La finale opposa Figueirense FC et Avaí FC. Avaí FC joua le match aller à domicile pour avoir moins bien terminé le championnat que Figueirense.
| Champion | Finaliste      | Aller | Retour | Cumulé |
| -------- | -------------- | ----- | ------ | ------ |
| Avaí     | Figueirense FC | 3x0   | 2x1    | 5x1    |